# Kategoria Superiore 2011-2012
La Kategoria Superiore 2011-2012 è stata la 73ª edizione della massima serie del campionato albanese di calcio disputata tra il 10 settembre 2011 e il 12 maggio 2012. Lo Skënderbeu ha vinto il titolo per la terza volta, la seconda consecutiva.
Capocannoniere del torneo fu Roland Dervishi (Shkumbini) con 20 reti.

## Stagione

### Novità
Il numero delle squadre partecipanti passò da 12 a 14.
Pogradeci, Tomori, Kamza ed Apolonia Fier furono promosse dalla Kategoria e Parë al posto delle retrocesse Besa Kavajë ed Elbasani.

### Formula
Le squadre partecipanti furono 14 e disputarono un turno di andata e ritorno per un totale di 26 partite.
Le ultime due classificate vennero retrocesse in Kategoria e Parë mentre terzultima, quartultima e quint'ultima giocarono uno spareggio contro terza, quarta e quinta della seconda serie per la permanenza nel massimo campionato.
Le squadre qualificate alle coppe europee furono quattro: la vincente del campionato fu ammessa alla UEFA Champions League 2012-2013; la seconda, la terza classificata e la vincente della coppa d'Albania alla UEFA Europa League 2012-2013.

## Squadre partecipanti
| Club              | Città    | Stadio                 | Posizione 2010-2011          |
| ----------------- | -------- | ---------------------- | ---------------------------- |
| Apolonia Fier     | Fier     | Stadiumi Loni Papuçiu  | 4º posto in Kategoria e Parë |
| Bylis Ballsh      | Ballsh   | Stadio Adush Muça      | 6º posto                     |
| Dinamo Tirana     | Tirana   | Stadio Qemal Stafa     | 10º posto                    |
| Flamurtari Valona | Valona   | Stadio Flamurtari      | 2º posto                     |
| Kamza             | Kamëz    | Stadio Kamëz           | 3º posto in Kategoria e Parë |
| Kastrioti         | Krujë    | Stadiumi Kastrioti     | 8º posto                     |
| Tirana            | Tirana   | Stadio Selman Stërmasi | 5º posto                     |
| Laçi              | Laç      | Stadio Laçi            | 4º posto                     |
| Pogradeci         | Pogradec | Stadio Gjorgji Kyçyku  | 1º posto in Kategoria e Parë |
| Shkumbini         | Peqin    | Stadio Peqin           | 9º posto                     |
| Skënderbeu        | Coriza   | Stadio Skënderbeu      | Campione d'Albania           |
| Teuta             | Durazzo  | Stadio Niko Dovana     | 7º posto                     |
| Tomori            | Berat    | Stadio Tomori          | 2º posto in Kategoria e Parë |
| Vllaznia          | Scutari  | Stadio Loro Boriçi     | 3º posto                     |

## Classifica
|                    | Pos. | Squadra           | Pt | G  | V  | N | P  | GF | GS | DR  |
| ------------------ | ---- | ----------------- | -- | -- | -- | - | -- | -- | -- | --- |
| Albania (bandiera) | 1.   | Skënderbeu        | 57 | 26 | 17 | 6 | 3  | 45 | 16 | +29 |
|                    | 2.   | Teuta             | 56 | 26 | 17 | 5 | 4  | 33 | 18 | +15 |
|                    | 3.   | Tirana            | 53 | 26 | 16 | 5 | 5  | 33 | 21 | +12 |
|                    | 4.   | Flamurtari Valona | 46 | 26 | 13 | 6 | 7  | 42 | 20 | +22 |
|                    | 5.   | Kastrioti         | 38 | 26 | 11 | 5 | 10 | 37 | 30 | +7  |
|                    | 6.   | Vllaznia          | 35 | 26 | 10 | 5 | 11 | 39 | 33 | +6  |
|                    | 7.   | Bylis Ballsh      | 35 | 26 | 9  | 8 | 9  | 40 | 37 | +3  |
|                    | 8.   | Laçi              | 34 | 26 | 11 | 7 | 8  | 26 | 28 | -2  |
|                    | 9.   | Shkumbini         | 31 | 26 | 8  | 7 | 11 | 37 | 45 | -8  |
|                    | 10.  | Tomori            | 28 | 26 | 8  | 4 | 14 | 36 | 47 | -11 |
|                    | 11.  | Kamza             | 27 | 26 | 7  | 6 | 13 | 22 | 32 | -10 |
|                    | 12.  | Apolonia Fier     | 21 | 26 | 5  | 6 | 15 | 27 | 46 | -19 |
|                    | 13.  | Pogradeci         | 19 | 26 | 6  | 4 | 16 | 25 | 47 | -22 |
|                    | 14.  | Dinamo Tirana     | 13 | 26 | 3  | 7 | 16 | 19 | 41 | -22 |

Legenda:

      Campione d'Albania  e ammessa alla UEFA Champions League 2012-2013
      Ammesse alla UEFA Europa League 2012-2013
      Ammesse agli spareggi promozione-retrocessione
      Retrocesso in Kategoria e Parë
Note:

Tre punti a vittoria, uno a pareggio, zero a sconfitta.

## Risultati
|            | Apo  | Byl  | Din  | Fla  | Kam  | Kas  | Laç  | Pog  | Skë  | Shk  | Teu  | Tir  | Tom  | Vll  |
| ---------- | ---- | ---- | ---- | ---- | ---- | ---- | ---- | ---- | ---- | ---- | ---- | ---- | ---- | ---- |
| Apolonia   | –––– | 2-1  | 2-0  | 1-3  | 0-0  | 1-0  | 1-1  | 2-3  | 1-5  | 1-1  | 0-1  | 1-2  | 6-5  | 1-4  |
| Bylis      | 2-1  | –––– | 3-1  | 1-3  | 2-1  | 0-1  | 3-0  | 1-0  | 0-0  | 5-2  | 0-0  | 1-0  | 4-2  | 1-0  |
| Dinamo     | 3-3  | 1-1  | –––– | 1-1  | 0-2  | 0-1  | 2-2  | 1-0  | 0-0  | 0-0  | 0-1  | 3-2  | 4-1  | 0-3  |
| Flamurtari | 1-1  | 2-0  | 5-0  | –––– | 2-1  | 3-1  | 0-0  | 2-0  | 1-0  | 5-0  | 1-1  | 0-1  | 1-1  | 1-0  |
| Kamza      | 0-1  | 1-0  | 1-1  | 0-1  | –––– | 1-1  | 3-1  | 2-1  | 0-1  | 1-0  | 1-2  | 0-0  | 2-1  | 1-0  |
| Kastrioti  | 2-0  | 4-2  | 1-0  | 1-1  | 3-2  | –––– | 0-1  | 4-0  | 1-2  | 0-1  | 1-2  | 2-3  | 3-1  | 2-1  |
| Laçi       | 1-0  | 2-2  | 1-0  | 0-0  | 1-0  | 1-1  | –––– | 2-0  | 2-1  | 3-2  | 1-0  | 0-1  | 2-0  | 1-0  |
| Pogradeci  | 1-1  | 1-1  | 1-0  | 0-2  | 2-1  | 1-1  | 3-1  | –––– | 1-3  | 0-0  | 1-2  | 1-2  | 1-0  | 2-1  |
| Skënderbeu | 2-0  | 3-2  | 2-0  | 2-1  | 0-0  | 1-0  | 3-0  | 3-0  | –––– | 3-1  | 0-1  | 2-0  | 0-0  | 2-1  |
| Shkumbini  | 2-0  | 1-1  | 1-0  | 0-3  | 3-1  | 0-1  | 1-1  | 2-1  | 2-4  | –––– | 1-2  | 3-2  | 6-2  | 2-1  |
| Teuta      | 2-1  | 1-0  | 2-0  | 1-0  | 0-0  | 1-1  | 1-0  | 5-3  | 0-0  | 2-1  | –––– | 1-2  | 1-0  | 0-1  |
| Tirana     | 1-0  | 3-2  | 1-0  | 2-0  | 1-0  | 1-0  | 1-0  | 3-1  | 0-0  | 1-1  | 0-1  | –––– | 1-0  | 0-0  |
| Tomori     | 2-0  | 2-2  | 2-1  | 3-2  | 4-1  | 2-1  | 0-1  | 4-1  | 2-4  | 1-0  | 0-2  | 0-1  | –––– | 1-0  |
| Vllaznia   | 1-0  | 3-3  | 2-1  | 2-1  | 4-0  | 2-4  | 3-1  | 1-0  | 0-2  | 4-4  | 3-1  | 2-2  | 0-0  | –––– |

## Spareggi promozione-retrocessione
| Kamëz 18 maggio 2012 | Kamza | 0 – 2 | Besa Kavajë |  |

| Berat 19 maggio 2012                         | Tomori               | 0 – 0 | Besëlidhja |  |
| \| \| \| \| \| \| Tiri di rigore 3 – 2 \| \| |                      |       |            |  |
|                                              |                      |       |            |  |
|                                              | Tiri di rigore 3 – 2 |       |            |  |

| Fier 19 maggio 2012 | Apolonia Fier | 3 – 0 | Lushnja |  |

## Statistiche e record

### Classifica marcatori
| Gol |  |  | Giocatore       | Squadra                        |
| --- |  |  | --------------- | ------------------------------ |
| 20  |  |  | Roland Dervishi | Shkumbini                      |
| 19  |  |  | Endri Bakiu     | Tomori                         |
| 14  |  |  | Bruce Inkango   | Kastrioti                      |
| 13  |  |  | Bekim Balaj     | Tirana                         |
| 11  |  |  | Daniel Xhafaj   | Skënderbeu                     |
| 10  |  |  | Julian Gërxho   | Apolonia Fier                  |
| 10  |  |  | Vilfor Hysa     | Flamurtari Valona (5) Laçi (5) |
| 9   |  |  | Amarildo Dimo   | Bylis Ballsh                   |
| 9   |  |  | Pero Pejić      | Flamurtari Valona              |
| 9   |  |  | Xhevahir Sukaj  | Vllaznia                       |

### Capoliste solitarie
- 2ª giornata:  Teuta
- 3ª giornata:  Bylis Ballsh
- 5ª giornata:  Teuta
- Dall'8ª giornata alla 14ª giornata:  Teuta
- Dalla 16ª giornata alla 17ª giornata:  Tirana
- Dalla 18ª giornata alla 21ª giornata:  Skënderbeu
- 22ª giornata:  Teuta
- 23ª giornata alla 26ª giornata:  Skënderbeu

### Record
- Maggior numero di vittorie:  Skënderbeu e  Teuta (17)
- Minor numero di sconfitte:  Skënderbeu (3)
- Migliore attacco:  Skënderbeu (45 gol fatti)
- Miglior difesa:  Skënderbeu (16 gol subiti)
- Miglior differenza reti:  Skënderbeu (+29)
- Maggior numero di pareggi:  Bylis Ballsh (8)
- Minor numero di pareggi:  Tomori e  Pogradeci (4)
- Minor numero di vittorie:  Dinamo Tirana (3)
- Maggior numero di sconfitte:  Pogradeci e  Dinamo Tirana (16)
- Peggiore attacco:  Dinamo Tirana (19 gol fatti)
- Peggior difesa:  Tomori e  Pogradeci (47 gol subiti)
- Peggior differenza reti:  Pogradeci e  Dinamo Tirana (-22)

## Verdetti
- Campione d'Albania:  Skënderbeu
- Qualificata alla UEFA Champions League 2012-2013:  Skënderbeu (al secondo turno di qualificazione)
- Qualificata alla UEFA Europa League 2012-2013:  Teuta,  Tirana,  Flamurtari Valona (al primo turno di qualificazione)
- Retrocesse in Kategoria e Parë:  Pogradeci,  Dinamo Tirana,  Kamza